# San José Buenavista, Guerrero
San José Buenavista är en ort i Mexiko.   Den ligger i kommunen Alpoyeca och delstaten Guerrero, i den sydöstra delen av landet, 200 km söder om huvudstaden Mexico City. San José Buenavista ligger 949 meter över havet och antalet invånare är 990.
Terrängen runt San José Buenavista är kuperad åt sydost, men åt nordväst är den bergig. San José Buenavista ligger nere i en dal. Runt San José Buenavista är det ganska tätbefolkat, med 139 invånare per kvadratkilometer. Närmaste större samhälle är Tlapa de Comonfort, 15,2 km söder om San José Buenavista. Omgivningarna runt San José Buenavista är en mosaik av jordbruksmark och naturlig växtlighet.